# Honorowy Złoty Lew

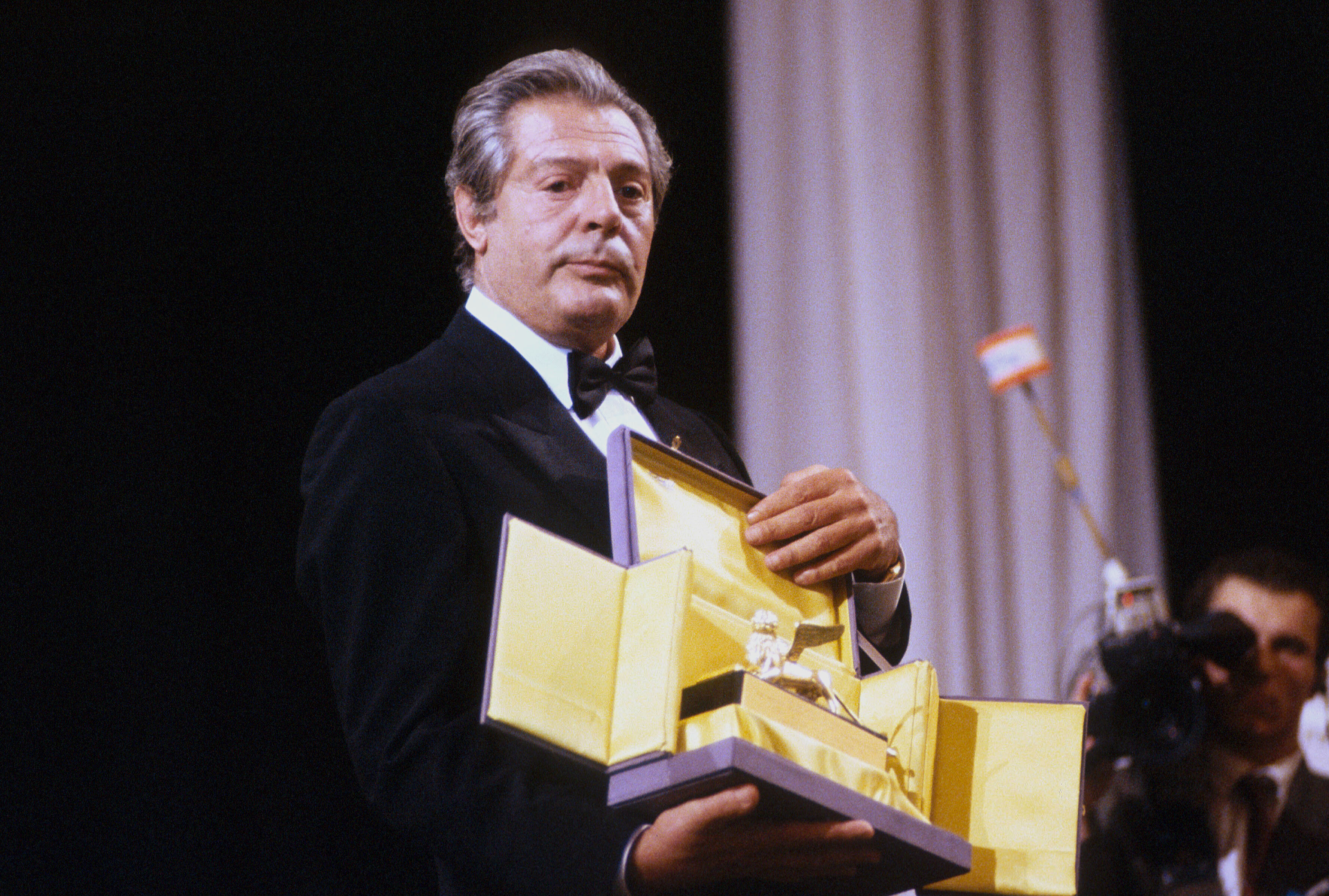
Marcello Mastroianni z Honorowym Złotym Lwem (1990).

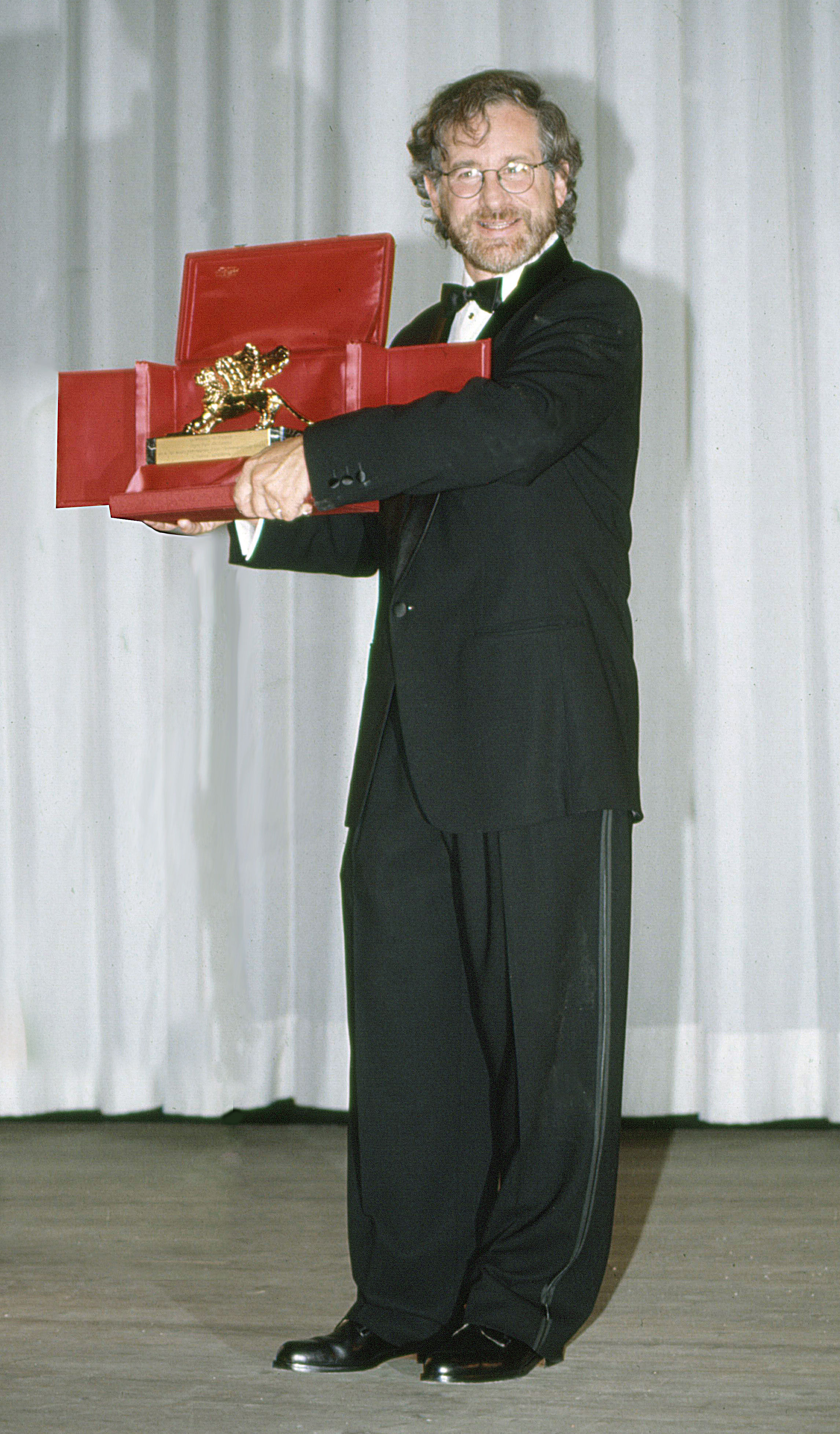
Steven Spielberg z Honorowym Złotym Lwem (1993).

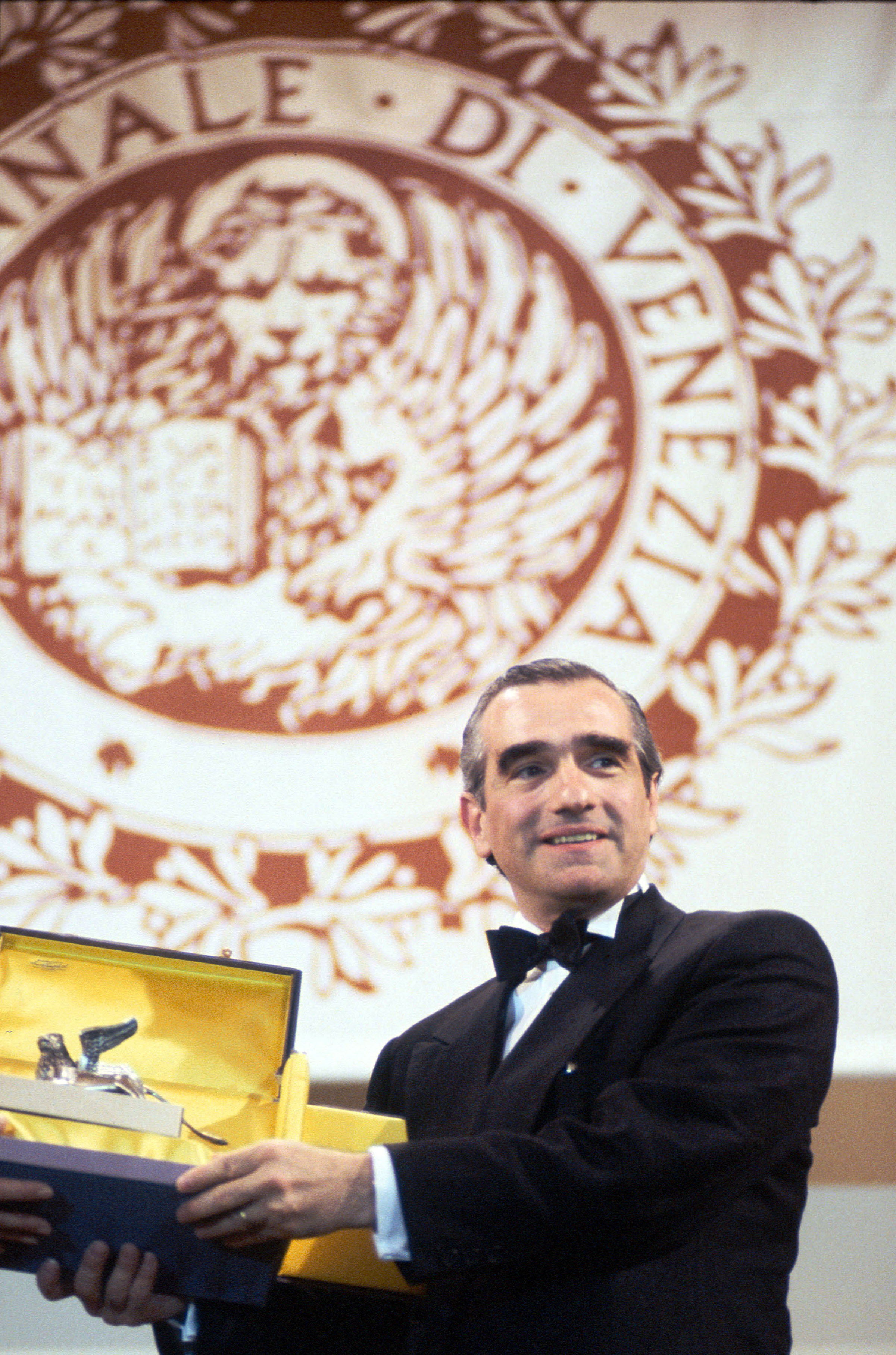
Martin Scorsese z Honorowym Złotym Lwem (1995).

Honorowy Złoty Lew (wł. Leone d’oro alla carriera) – nagroda filmowa za całokształt twórczości, przyznawana corocznie wybitnym artystom światowego kina na MFF w Wenecji. Nagroda pod obecną nazwą została ustanowiona w 1971, chociaż w latach 1969-70 przyznano ją również, ale pod nazwą omaggio.
Nagrody nie przyznawano w latach 1973–1981 oraz w 1984. Dwukrotnie wyróżniono nagrodą honorową reżyserów Luisa Buñuela i Manoela de Oliveirę. Zazwyczaj laureatowi nagrody towarzyszy w czasie festiwalu specjalna retrospektywa jego twórczości.
Jak dotychczas trzech polskich twórców odebrało Honorowego Złotego Lwa za całokształt pracy artystycznej. Byli to: Roman Polański, Andrzej Wajda i Jerzy Skolimowski.

## Laureaci
| Rok        | Laureat | Kraj pochodzenia |                          |
| ---------- | --- | --- | ------------------------ |
| 1969       | Luis Buñuel | Hiszpania |                          |
| 1970       | Orson Welles | Stany Zjednoczone |                          |
| 1971       | Ingmar Bergman Marcel Carné John Ford | Szwecja · Francja · Stany Zjednoczone |                          |
| 1972       | Charlie Chaplin Anatolij Gołownia Billy Wilder | Stany Zjednoczone · ZSRR · Stany Zjednoczone |                          |
| 1973- 1981 | Nagrody nie przyznawano. | Nagrody nie przyznawano. | Nagrody nie przyznawano. |
| 1982       | Alessandro Blasetti Luis Buñuel Frank Capra George Cukor Jean-Luc Godard Siergiej Jutkiewicz Alexander Kluge Akira Kurosawa Michael Powell Satyajit Ray King Vidor Cesare Zavattini | Włochy · Hiszpania · Stany Zjednoczone · Stany Zjednoczone · Francja · ZSRR · RFN · Japonia · Wielka Brytania · Indie · Stany Zjednoczone · Włochy |                          |
| 1983       | Michelangelo Antonioni | Włochy |                          |
| 1984       | Nagrody nie przyznano. | Nagrody nie przyznano. | Nagrody nie przyznano.   |
| 1985       | Federico Fellini John Huston Manoel de Oliveira | Włochy · Stany Zjednoczone · Portugalia |                          |
| 1986       | Paolo i Vittorio Taviani | Włochy |                          |
| 1987       | Luigi Comencini Joseph L. Mankiewicz | Włochy · Stany Zjednoczone |                          |
| 1988       | Joris Ivens | Holandia |                          |
| 1989       | Robert Bresson | Francja |                          |
| 1990       | Miklós Jancsó Marcello Mastroianni | Węgry · Włochy |                          |
| 1991       | Mario Monicelli Gian Maria Volonté | Włochy · Włochy |                          |
| 1992       | Francis Ford Coppola Jeanne Moreau Paolo Villaggio | Stany Zjednoczone · Francja · Włochy |                          |
| 1993       | Claudia Cardinale Robert De Niro Roman Polański Steven Spielberg | Włochy · Stany Zjednoczone · Polska · Stany Zjednoczone                                                                                            |                          |
| 1994       | Suso Cecchi D’Amico Ken Loach Al Pacino | Włochy · Wielka Brytania · Stany Zjednoczone |                          |
| 1995       | Woody Allen Giuseppe De Santis Goffredo Lombardo Ennio Morricone Alain Resnais Martin Scorsese Alberto Sordi Monica Vitti                                                           | Stany Zjednoczone · Włochy · Włochy · Włochy · Francja · Stany Zjednoczone · Włochy · Włochy                                                       |                          |
| 1996       | Robert Altman Vittorio Gassman Dustin Hoffman Michèle Morgan | Stany Zjednoczone · Włochy · Stany Zjednoczone · Francja                                                                                           |                          |
| 1997       | Gérard Depardieu Stanley Kubrick Alida Valli | Francja · Stany Zjednoczone · Włochy |                          |
| 1998       | Warren Beatty Sophia Loren Andrzej Wajda | Stany Zjednoczone · Włochy · Polska |                          |
| 1999       | Jerry Lewis | Stany Zjednoczone |                          |
| 2000       | Clint Eastwood | Stany Zjednoczone |                          |
| 2001       | Éric Rohmer | Francja |                          |
| 2002       | Dino Risi | Włochy |                          |
| 2003       | Dino De Laurentiis Omar Sharif | Włochy · Egipt |                          |
| 2004       | Stanley Donen Manoel de Oliveira | Stany Zjednoczone · Portugalia |                          |
| 2005       | Hayao Miyazaki Stefania Sandrelli | Japonia · Włochy |                          |
| 2006       | David Lynch | Stany Zjednoczone |                          |
| 2007       | Bernardo Bertolucci Tim Burton | Włochy · Stany Zjednoczone |                          |
| 2008       | Ermanno Olmi | Włochy |                          |
| 2009       | John Lasseter Brad Bird Pete Docter Andrew Stanton Lee Unkrich | Stany Zjednoczone · Stany Zjednoczone · Stany Zjednoczone · Stany Zjednoczone · Stany Zjednoczone                                                  |                          |
| 2010       | John Woo | Hongkong |                          |
| 2011       | Marco Bellocchio | Włochy |                          |
| 2012       | Francesco Rosi | Włochy |                          |
| 2013       | William Friedkin | Stany Zjednoczone |                          |
| 2014       | Thelma Schoonmaker Frederick Wiseman | Stany Zjednoczone · Stany Zjednoczone |                          |
| 2015       | Bertrand Tavernier | Francja |                          |
| 2016       | Jean-Paul Belmondo Jerzy Skolimowski | Francja · Polska |                          |
| 2017       | Jane Fonda Robert Redford | Stany Zjednoczone · Stany Zjednoczone |                          |
| 2018       | David Cronenberg Vanessa Redgrave | Kanada · Wielka Brytania |                          |
| 2019       | Pedro Almodóvar Julie Andrews | Hiszpania · Wielka Brytania |                          |
| 2020       | Ann Hui Tilda Swinton | Hongkong · Wielka Brytania |                          |
| 2021       | Roberto Benigni Jamie Lee Curtis | Włochy · Stany Zjednoczone |                          |
| 2022       | Catherine Deneuve Paul Schrader | Francja · Stany Zjednoczone |                          |
| 2023       | Liliana Cavani Tony Leung Chiu Wai | Włochy · Hongkong |                          |
| 2024       | Sigourney Weaver Peter Weir | Stany Zjednoczone · Australia |                          |